# 國際賽車運動協會跑車錦標賽
國際賽車運動協會跑車錦標賽，贊助下稱為國際賽車運動協會衛士泰克跑車錦標賽，是由國際賽車運動協會（IMSA）主辦的北美賽車系列賽。此賽事由兩個原有的北美跑车系列赛，美国勒芒系列赛（ALMS）和劳力士跑车系列赛（通稱為Grand-Am系列賽）合并而成。成立之初名为聯合跑車錦標賽  ，及後在2016年更名為國際賽車運動協會跑車錦標賽。帝舵為錦標賽的2014和2015年的冠名赞助商， 自2016年起，WeatherTech担任冠名赞助商。 
每年一月底舉行的戴通納24小時耐力賽是錦標賽賽季的開鑼戰，賽季壓軸戰為每年十月的小勒芒耐力賽。

## 賽事歷史
2012年9月5日，Grand-Am Road Racing宣布將從2014年起與總部位於布拉塞爾頓的IMSA合併，由此兩個賽會的頂級跑車系列賽將合而為一。2012年11月20日，合併委員會宣布SME Branding被選中為新系列賽制定名稱和標誌。
2013年1月8日，新系列賽公佈整合後的臨時組別架構。Grand-Am系列賽的Daytona Prototype和美國勒芒系列賽的P2被整合為單一組別，設計獨特的DeltaWing賽車也可以參加這個新組別。ALMS的勒芒原型挑戰（LMPC）組別也獲得延續，條件是輪胎供應商更換為Grand-Am的馬牌輪胎。ALMS的GT組別將保持不變（即GTLM），但Grand-Am的GT組別將將併入ALMS的GTC組別（即GTD）。ALMS的P1組別將消失。
2013年3月14日，也就是锡布灵12小时耐力赛的前兩天，新系列賽的賽程在锡布灵国际赛道的伊蘭城堡酒店和會議中心公佈。ALMS總裁斯科特·阿瑟頓（Scott Atherton）宣布IMSA仍將是主辦機構。SME品牌高級合作夥伴埃德·奧哈拉（Ed O'Hara）公佈了新的系列賽名稱為United Sportscar Racing及其標誌。
2013年9月12日，勞力士旗下品牌帝舵和系列賽簽署冠名權協議，將系列賽命名為聯合跑車錦標賽（United Sportscar Championship）。2015年8月8日，衛士泰克（WeatherTech）和系列賽簽署冠名權協議，將系列賽更名為WeatherTech跑車錦標賽。

## 賽事形式
賽季中的賽事又分成米其林耐力盃（Michelin Endurance Cup）和2024年起停辦的衛士泰克短途盃（WeatherTech Sprint Cup）兩種錦標。米其林耐力盃為五個最少持續6小時的分站賽事：戴通納24小時耐力賽、锡布灵12小时耐力赛、峽谷6小時賽、歷時6小時的IMSA磚廠大戰和歷時10小時的小勒芒耐力賽。而衛士泰克短途盃為賽季中其餘歷時1小時40分鐘（同時舉辦印第賽車系列賽的長灘及底特律）至2小時40分鐘的分站賽事，但只有GTD組别爭奪。
一些賽事只有选定組别的賽車出賽，例如所有組别的賽車都可以参加米其林耐力盃各分站，而只有GTP和GTD組别可以参加長灘大獎賽。
車隊一般派出三至四位車手出賽，兩位車手參加所有比賽，第三位車手只參加米其林耐力盃，第四位車手只參加戴通納24小時耐力賽。

## 支援賽事

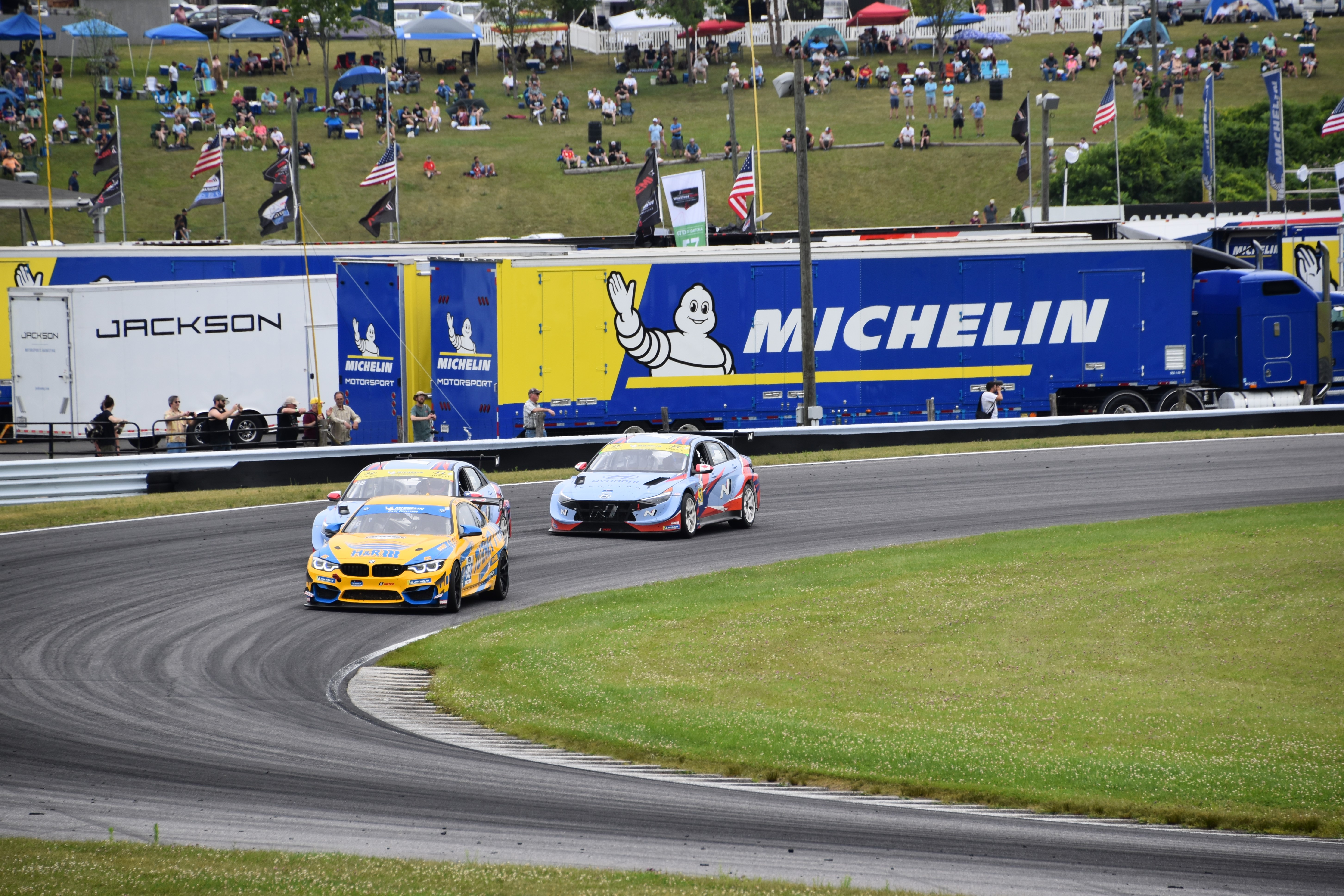
石灰岩公園賽道上的BMW M4 GT4（GS組別）和現代伊蘭特N TCR（TCR組別）

### 米其林Pilot挑戰賽
該系列賽最初由Grand-Am主辦，被稱為Grand-Am Cup，是一項以房車為基礎的量產車比賽。該系列分為兩個組別：現採用GT4賽車規格的Grand Sport（GS）組別，以及前輪驅動的TCR房車級別（原為包括小型轎車和轎跑車的Street Tuner（ST）組別）。直到2013年，它都是勞力士跑車系列賽的支援賽，並有自己的賽程。北美跑车系列赛合併後，它成為聯合跑車錦標賽的支援賽事。

## 車組級別
IMSA跑车錦標賽共有四個組別，包括兩個勒芒原型車組和两个GT組別：

原型車：
- Grand Touring Prototype（GTP）：賽事的旗艦組別，被視為1980年代IMSA頂級組別的復活。此組別容許LMH和LMDh賽車參加。

- Le Mans Prototype 2（LMP2）：2019年分設的組别，陣容中有專業和業餘車手。LMP2由西方汽車俱樂部（ACO）的4家授权制造商（Riley-摩緹馬帝（英语：Multimatic），利吉尔（英语：Ligier），奧雷卡和達拉拉）建造，須符合FIA及ACO在2017年的技術規則。

GT賽車：
- GT Daytona Pro（GTD Pro）：採用FIA GT3賽車規格的組別，以取代GTLM組別。車手陣容無限制。

- GT Daytona或GT戴通納（GTD）：原為美国勒芒系列赛GTC級別保時捷911 GT3 Cup跑車和Grand-Am中GT及GX級別合併而成的組別。2016賽季起全面採用了FIA GT3的賽車規格。車手陣容中需有一名銀級或銅級車手，且不能多於一名白銀級或金級車手在陣。

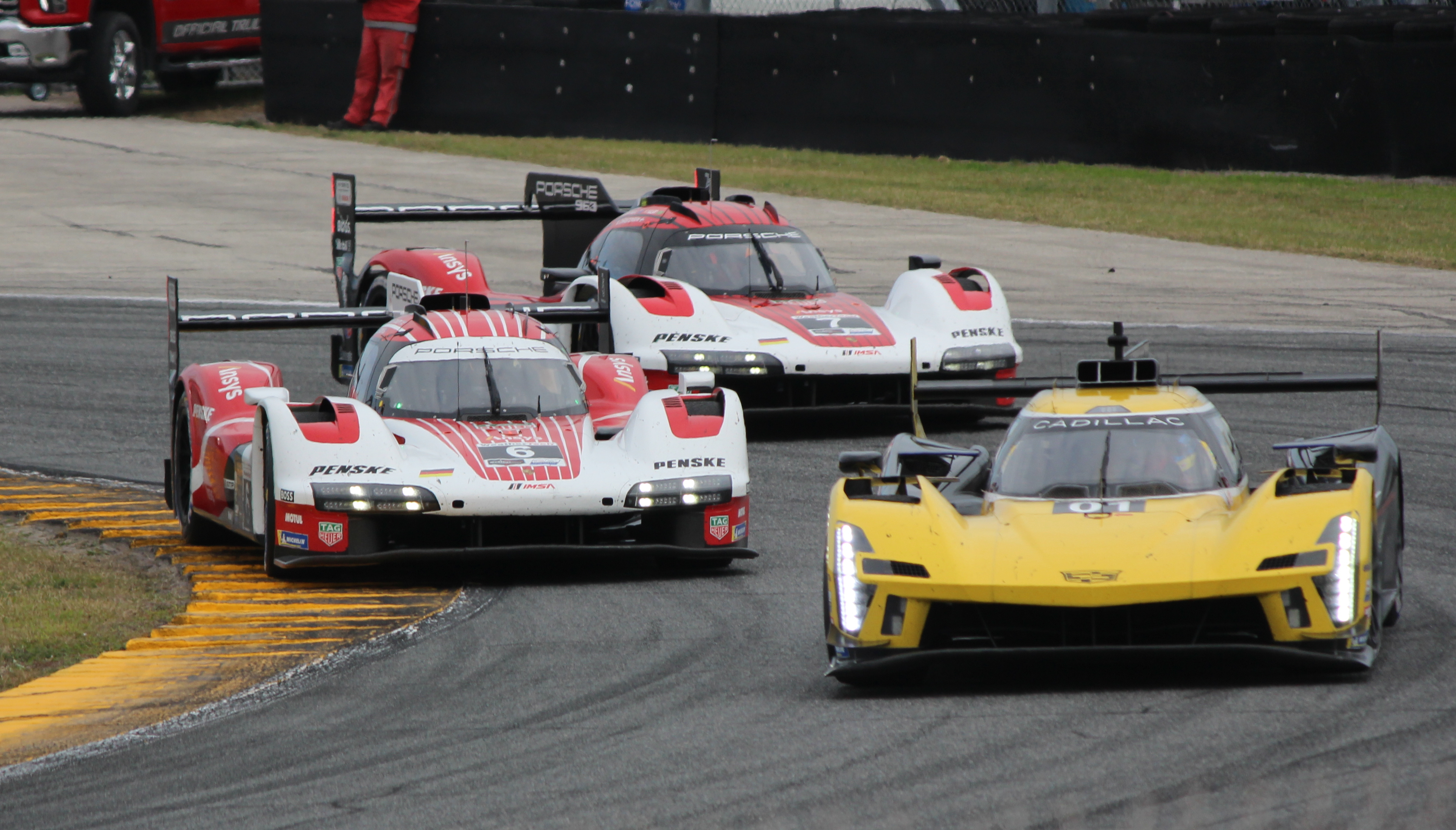
戴通納24小時耐力賽中的凱迪拉克和保時捷GTP賽車
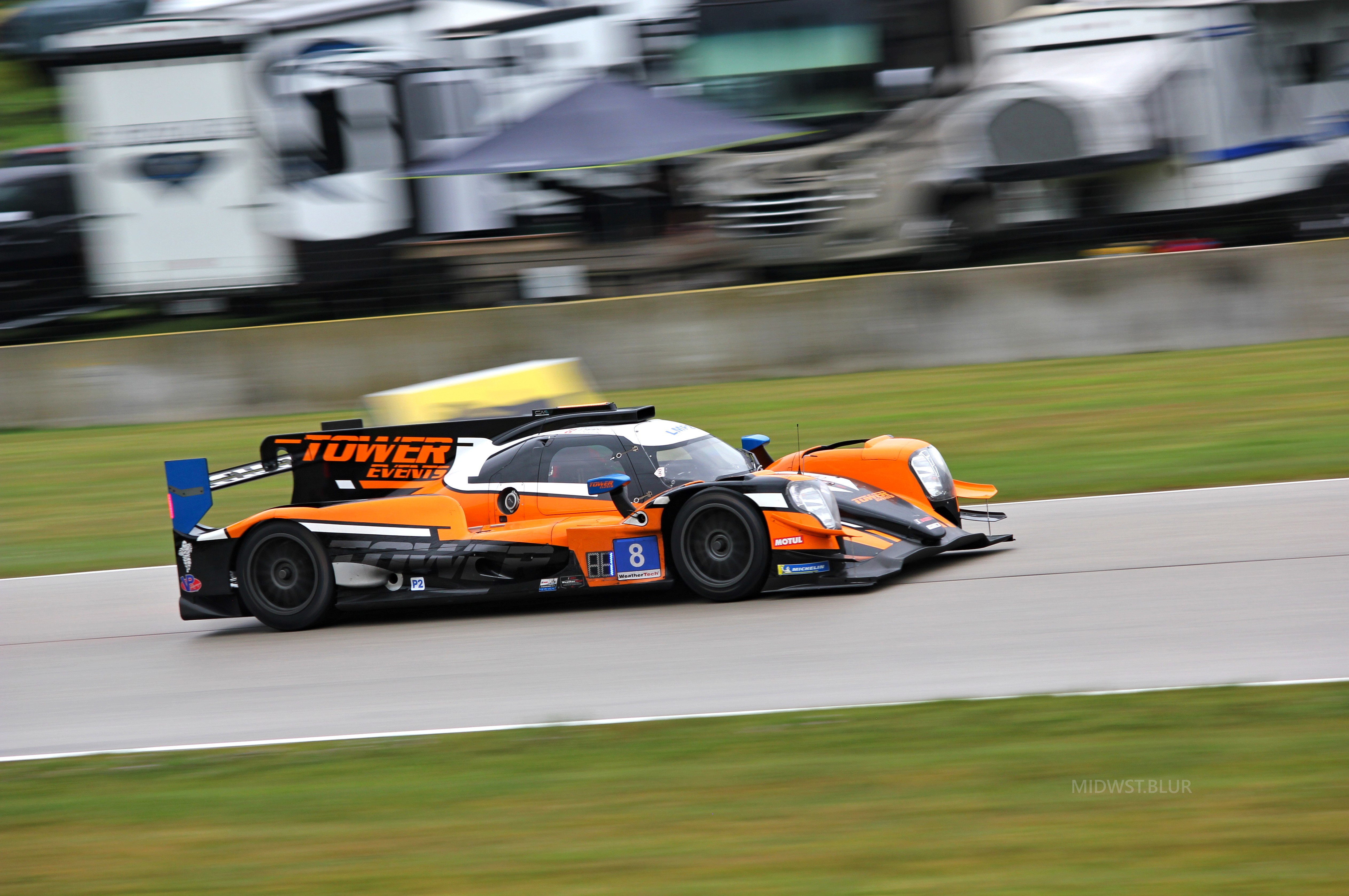
美國之路賽道上的奧雷卡07 LMP2賽車
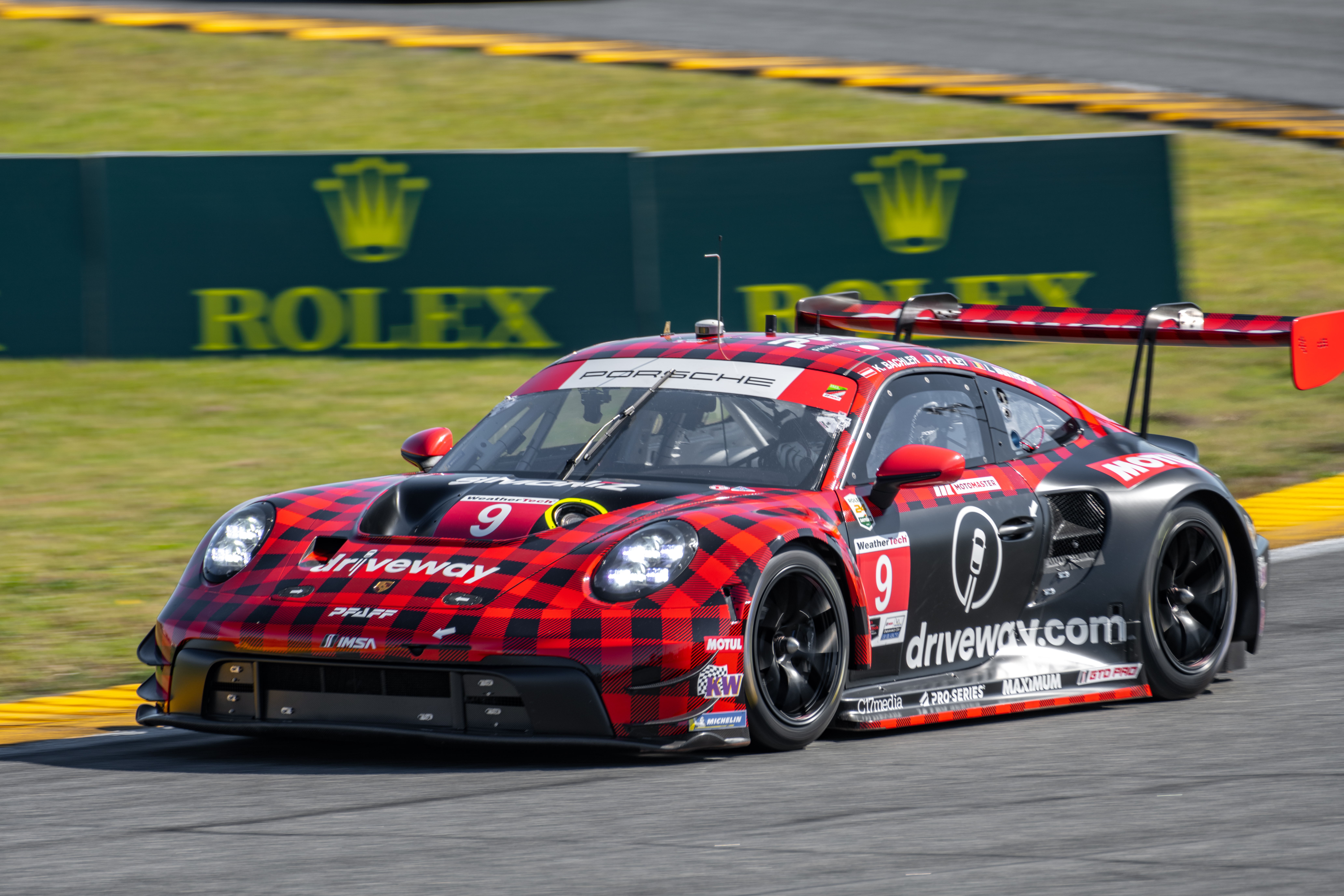
戴通納24小時耐力賽中的保時捷911 GT3 R (992) （GTD PRO組別）
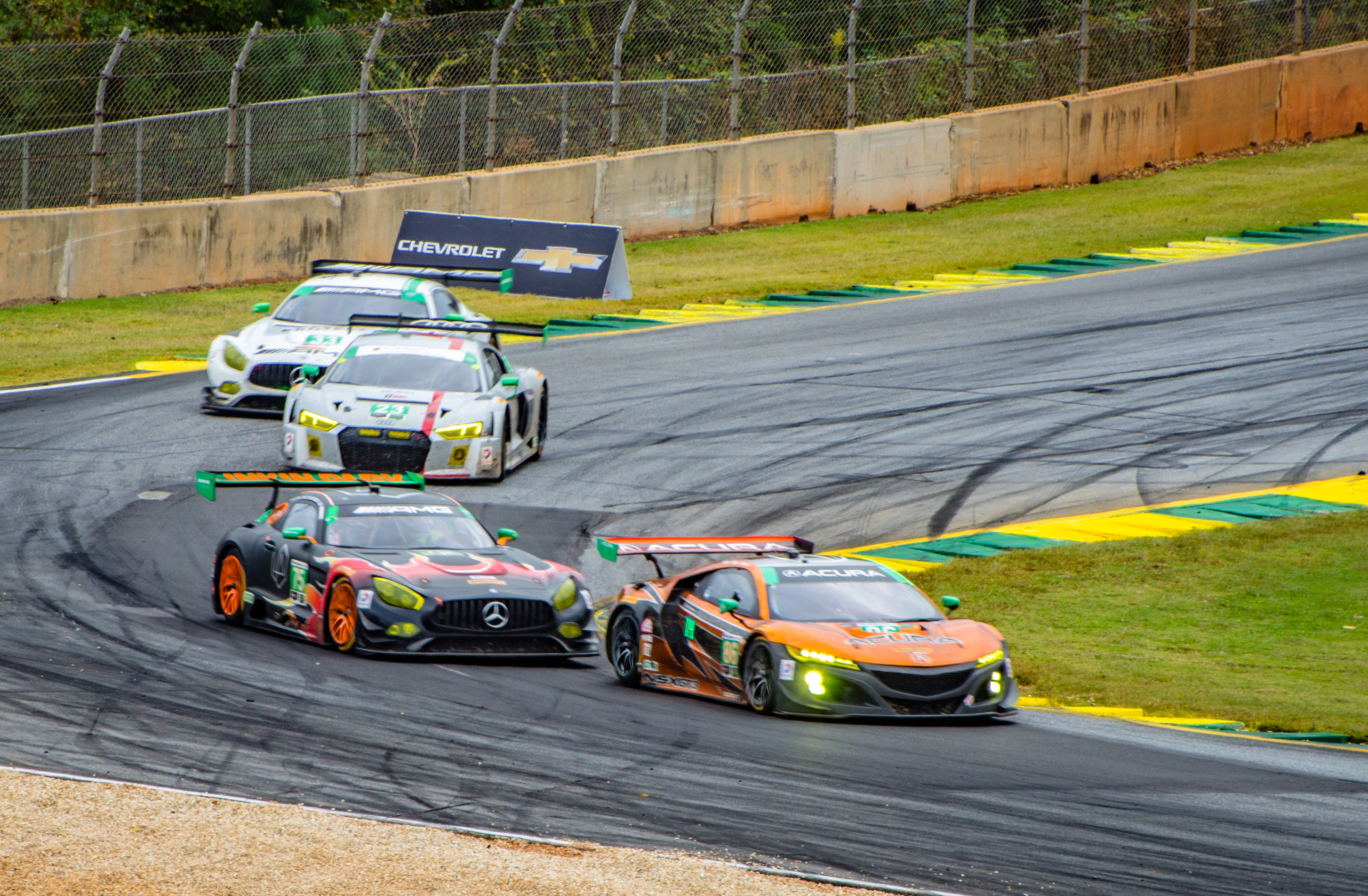
小勒芒耐力賽中GTD組別的賽車

## 舊有級別
原型車:
- Daytona Prototype International（DPi）：2019至2022賽季中賽事的旗艦組別，此組別的賽車都是基於2017年度勒芒原型車LMP2的車種，再根據IMSA賽會的DPi技術規則組建。2023賽季起由GTP組別取代。

- Prototype或原型車（P）：2019賽季前為賽事的旗艦組別。由美国勒芒系列赛和Grand-Am的原型車組別合併而成，分別為Daytona Prototype，LMP2原型車及日產DeltaWing賽車。2019賽季起分為DPi和LMP2兩個組別。

- Prototype Challenge或原型車挑戰（PC）：只有單一製造商的組別，所有車均為奧雷卡FLM09 LMPC。由2014至2017賽季參賽。

- Le Mans Prototype 3（LMP3）：2021赛季新增的組别，LMP3本已是IMSA原型車挑戰賽的賽車組別，此組別的賽車須由Ligier，ADESS，Ginetta或Duqueine Engineering等制造商組建，並符合ACO 2020年的第二世代LMP3規則。由2021至2023賽季參賽。

GT賽車：
- GT Le Mans或GT勒芒（GTLM）：美国勒芒系列赛中GT組別的延续，賽車須符合ACO的GT耐力賽車（GTE）規格。由2014至2021賽季參賽。

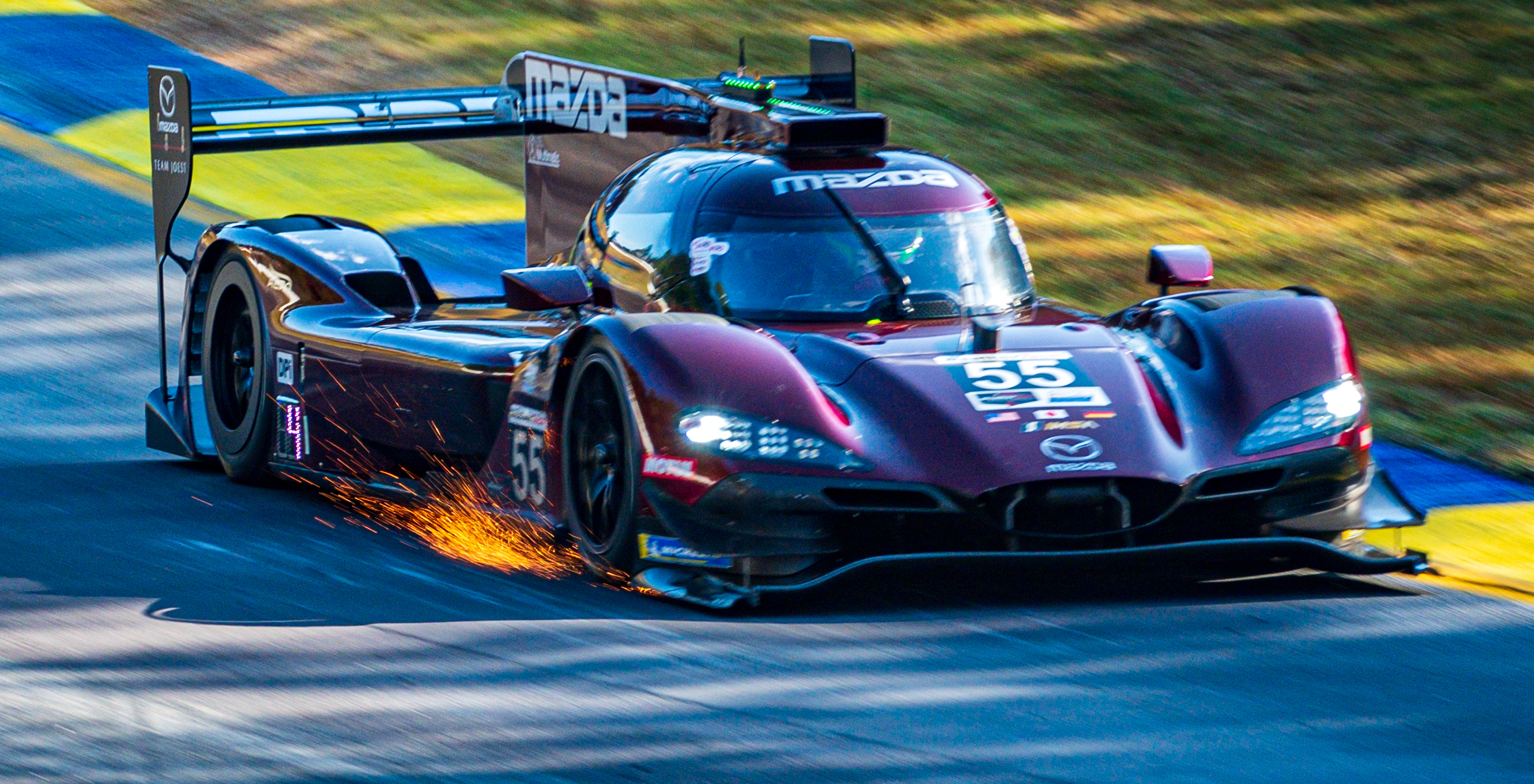
小勒芒耐力賽中的萬事得RT24-P DPi賽車
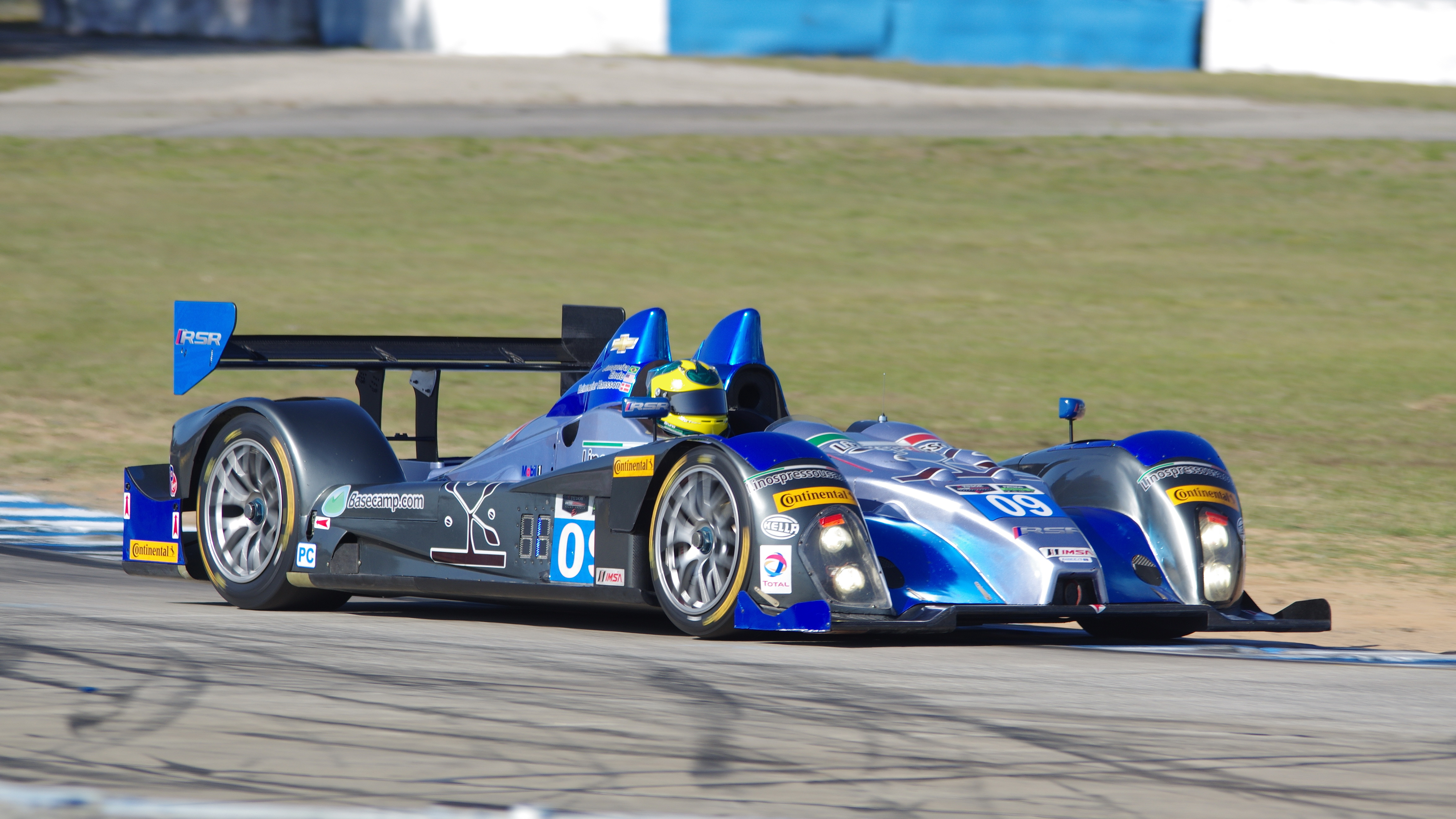
锡布灵12小时耐力赛中的奧雷卡FLM09 LMPC賽車
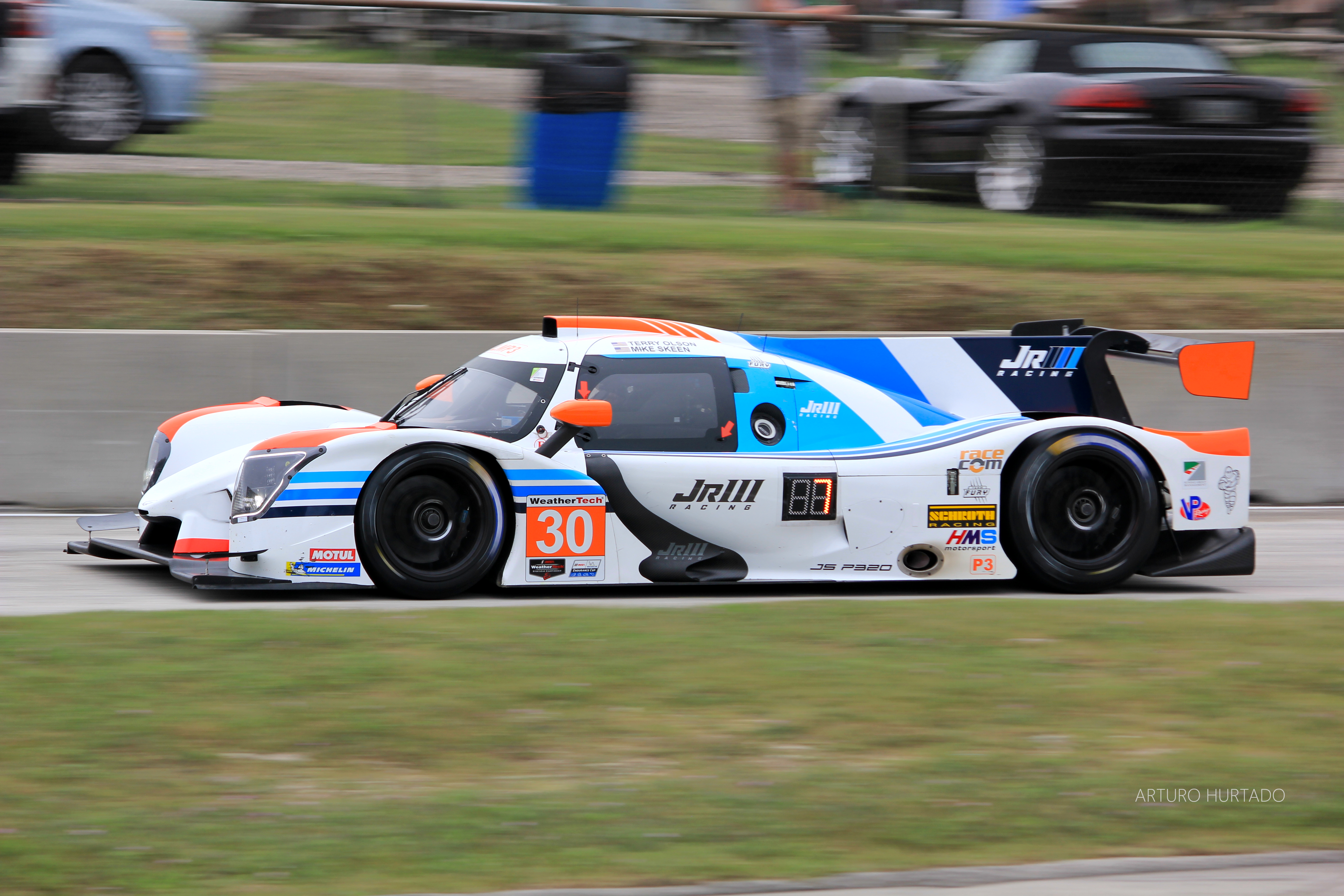
美國之路賽道上的利吉尔JS P320 LMP3賽車
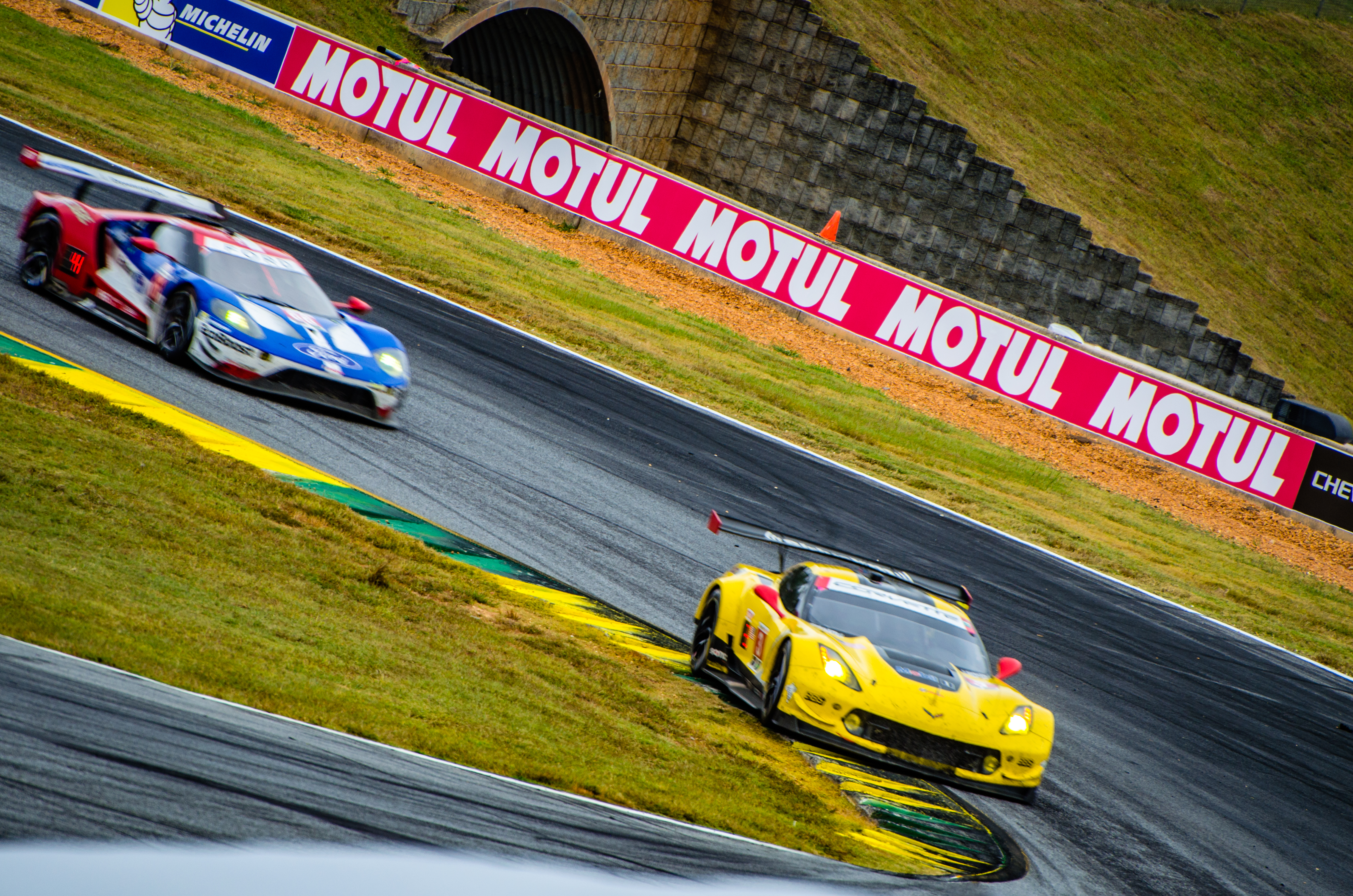
小勒芒耐力賽中的福特GT和雪佛蘭科爾維特 C7.R （GTLM組別）

## 賽事列表

### 當前賽事
- 舉辦米其林耐力盃的賽道
- 曾經舉辦賽事的賽道

| 比賽               | 歷時        | 賽道                 | 地點                   |
| ------------------ | ----------- | -------------------- | ---------------------- |
| 戴通納24小時耐力賽 | 24小時      | 戴通納國際賽道       | 佛羅里達州戴通納海灘   |
| 锡布灵12小时耐力赛 | 12小時      | 锡布灵国际赛道       | 佛羅里達州锡布灵       |
| 長灘大獎賽         | 1小時40分鐘 | 長灘市街賽道         | 加利福尼亞州長灘       |
| 蒙特雷賽           | 2小時40分鐘 | 拉古纳塞卡赛道       | 加利福尼亞州蒙特雷     |
| 底特律大獎賽       | 1小時40分鐘 | 底特律市街賽道       | 密歇根州底特律         |
| 格倫6小時賽        | 6小時       | 沃特金斯格倫國際賽道 | 紐約州沃特金斯格倫     |
| 雪佛蘭大獎賽       | 2小時40分鐘 | 加拿大轮胎赛车公园   | 安大略省寶文圍         |
| IMSA跑車週末       | 2小時40分鐘 | 美國之路賽道         | 威斯康星州埃爾克哈特湖 |
| VIR米芝蓮GT挑戰賽  | 2小時40分鐘 | 維珍尼亞國際賽道     | 維珍尼亞州艾頓         |
| IMSA磚廠大戰       | 6小時       | 印第安納波利斯賽車場 | 印第安納州斯皮德韋     |
| 小勒芒耐力賽       | 10小時      | 亞特蘭大之路賽道     | 喬治亞州布拉塞爾頓     |

### 曾经举办的赛事
| 比賽           | 歷時        | 賽道             | 地點               |
| -------------- | ----------- | ---------------- | ------------------ |
| 堪薩斯大獎賽   | 2小時45分鐘 | 堪薩斯賽車場     | 堪薩斯州堪薩斯城   |
| 獨星勒芒耐力賽 | 2小時40分鐘 | 美洲賽道         | 德克薩斯州奧斯汀   |
| 夏洛特大獎賽   | 1小時40分鐘 | 夏洛特賽車場     | 北卡羅萊納州夏洛特 |
| 極品跑車挑戰   | 2小時40分鐘 | 中俄亥俄跑車賽道 | 俄亥俄州列星頓     |
| 東北大獎賽     | 2小時40分鐘 | 萊姆羅克公園賽道 | 康涅狄格州萊克維爾 |

## 冠軍

### IMSA锦标赛

#### 車手冠軍
| 賽季 | 原型車                            | 原型車                            | 原型車挑戰                    | GTLM                        | GTD                                 |
| ---- | --------------------------------- | --------------------------------- | ----------------------------- | --------------------------- | ----------------------------------- |
| 2014 | 祖奧·巴博萨 克里斯蒂安·菲蒂帕尔迪 | 祖奧·巴博萨 克里斯蒂安·菲蒂帕尔迪 | 乔恩·贝内特 科林·布劳恩       | 库诺·维特默                 | 戴恩·卡梅伦                         |
| 2015 | 祖奧·巴博萨 克里斯蒂安·菲蒂帕尔迪 | 祖奧·巴博萨 克里斯蒂安·菲蒂帕尔迪 | 乔恩·贝内特 科林·布劳恩       | 帕特里克·皮莱               | 湯森·貝爾 比尔·斯威德勒             |
| 2016 | 戴恩·卡梅伦 埃里克·柯兰           | 戴恩·卡梅伦 埃里克·柯兰           | 亚历克斯·波波 伦格尔·范德赞德 | 奧利弗·加文 汤米·米尔纳     | 亚历山德罗·巴尔赞 克里斯蒂娜·尼尔森 |
| 2017 | 喬丹·泰勒 里基·泰勒               | 喬丹·泰勒 里基·泰勒               | 詹姆斯·弗伦奇 帕托·奥沃德     | 安東尼奧·加西亞 揚·馬格努森 | 亚历山德罗·巴尔赞 克里斯蒂娜·尼尔森 |
| 賽季 | 原型車                            | 原型車                            | 不適用                        | GTLM                        | GTD                                 |
| 2018 | 埃里克·柯兰 費利佩·納斯爾         | 埃里克·柯兰 費利佩·納斯爾         | 不適用                        | 安東尼奧·加西亞 揚·馬格努森 | 布莱恩·塞勒斯 麥迪遜·斯諾           |
| 賽季 | DPi                               | LMP2                              | 不適用                        | GTLM                        | GTD                                 |
| 2019 | 戴恩·卡梅伦 胡安·帕布羅·蒙托亞    | 麥特·麥梅里                       | 不適用                        | 厄爾·班伯 羅倫士·雲科爾     | 馬里奥·法恩巴赫 特伦特·亨德曼       |
| 2020 | 里基·泰勒 赫利奧·卡斯特羅內維斯   | 帕特里克·凯利                     | 不適用                        | 安東尼奧·加西亞 喬丹·泰勒   | 馬里奥·法恩巴赫 麥特·麥梅里         |
| 賽季 | DPi                               | LMP2                              | LMP3                          | GTLM                        | GTD                                 |
| 2021 | 皮波·德拉尼 費利佩·納斯爾         | 本·基廷 米克爾·延森               | 加·羅賓遜                     | 安東尼奧·加西亞 喬丹·泰勒   | 扎卡里·羅比雄 羅倫士·雲科爾         |
| 賽季 | DPi                               | LMP2                              | LMP3                          | GTD Pro                     | GTD                                 |
| 2022 | 奧利弗·賈維斯 湯姆·布洛姆奎斯特   | 約翰·法拉諾                       | 喬恩·貝內特 科林·布勞恩       | 麥特·金寶 馬修·賈米內       | 羅曼·德·安吉利斯                    |
| 賽季 | GTP                               | LMP2                              | LMP3                          | GTD Pro                     | GTD                                 |
| 2023 | 皮波·德拉尼 亞歷山大·西姆斯       | 保羅·盧·查廷 本·基廷              | 加·羅賓遜                     | 本·巴尼科特 傑克·霍克斯沃斯 | 布莱恩·塞勒斯 麥迪遜·斯諾           |
| 2024 | 費利佩·納斯爾 戴恩·卡梅伦         | 湯姆·迪爾曼 尼克·布爾             | 不適用                        | 勞林·海因里希               | 菲利普‧艾利斯 拉塞爾·沃德           |

#### 廠商冠軍
| 賽季 | 原型車   | GTLM    | GTD          |
| ---- | -------- | ------- | ------------ |
| 2014 | 雪佛蘭   | 保時捷  | 保時捷       |
| 2015 | 雪佛蘭   | 保時捷  | 法拉利       |
| 2016 | 雪佛蘭   | 雪佛蘭  | 奧迪         |
| 2017 | 凱迪拉克 | 雪佛蘭  | 法拉利       |
| 2018 | 凱迪拉克 | 福特    | 林寶堅尼     |
| 賽季 | DPi      | GTLM    | GTD          |
| 2019 | 極品     | 保時捷  | 林寶堅尼     |
| 2020 | 極品     | 雪佛蘭  | 極品         |
| 2021 | 凱迪拉克 | 雪佛蘭  | 保時捷       |
| 賽季 | DPi      | GTD Pro | GTD          |
| 2022 | 極品     | 保時捷  | BMW          |
| 賽季 | GTP      | GTD Pro | GTD          |
| 2023 | 凱迪拉克 | 凌志    | BMW          |
| 2024 | 保時捷   | 保時捷  | 梅賽德斯-AMG |

### 米其林耐力盃

#### 廠商冠軍
| 賽季 | 原型車   | GTLM         | GTD          |
| ---- | -------- | ------------ | ------------ |
| 2014 | 雪佛蘭   | 保時捷       | 法拉利       |
| 2015 | 雪佛蘭   | 雪佛蘭       | 保時捷       |
| 2016 | 本田     | 雪佛蘭       | 奧迪         |
| 2017 | 凱迪拉克 | 福特         | 梅賽德斯-AMG |
| 2018 | 凱迪拉克 | 福特         | 梅賽德斯-AMG |
| 賽季 | DPi      | GTLM         | GTD          |
| 2019 | 凱迪拉克 | 福特         | 梅賽德斯-AMG |
| 2020 | 凱迪拉克 | BMW          | 林寶堅尼     |
| 2021 | 極品     | 雪佛蘭       | 保時捷       |
| 賽季 | DPi      | GTD Pro      | GTD          |
| 2022 | 極品     | 保時捷       | 麥拉倫       |
| 賽季 | GTP      | GTD Pro      | GTD          |
| 2023 | 凱迪拉克 | 梅賽德斯-AMG | 梅賽德斯-AMG |
| 2024 | 保時捷   | 雪佛蘭       | 梅賽德斯-AMG |